# Marcus Belgrave
Marcus Belgrave (Chester (Pennsylvania), 12 juni 1936 – Ann Arbor, 24 mei 2015) was een Amerikaanse jazz-trompettist. Hij speelde free jazz en post-bop.
Belgrave werkte samen met onder andere Ray Charles, Gunther Schuller, Max Roach, Ella Fitzgerald, Charles Mingus, Tony Bennett, Sammy Davis en Dizzy Gillespie. Sinds 1986 was hij lid van Wynton Marsalis' Linccoln Jazz Orchestra. Hij gaf les bij Stanford Jazz Workshop en was gastprofessor aan Oberlin Conservatory. Als sideman speelde Belgrave mee bij opnames van bijvoorbeeld Geri Allen, McCoy Tyner, B.B. King, David Murray, Horace Tapscott en Joe Henderson. Onder eigen naam zijn verschillende albums van hem verschenen. 
Belgrave werkte het grootste deel van zijn loopbaan in Detroit. Hij was getrouwd met de zangeres Joan Bow Belgrave. 
De trompettist overleed aan de gevolgen van hartfalen op 78-jarige leeftijd.

## Discografie (selectie)
als (co-)leider:
- Gemini, Soul Jazz, 1974
- Working Together (met Lawrence Williams), DJM Records, 1992 ('Albumpick' Allmusic.com)
- Live at Kerrytown Concert House, Vol. 1) (met Detroit's Jazz Piano Legacy: Tommy Flanagan, Geri Allen en Gary Schunk), DJM Records, 1995
- Tribute to Louis Armstrong, WJS Discs, 2008
- The Song is You: Tribute to Lawrence G. Williams (met Michéle Ramo), Moon Boat Records, 2008